# Heppenheim (Bergstraße)

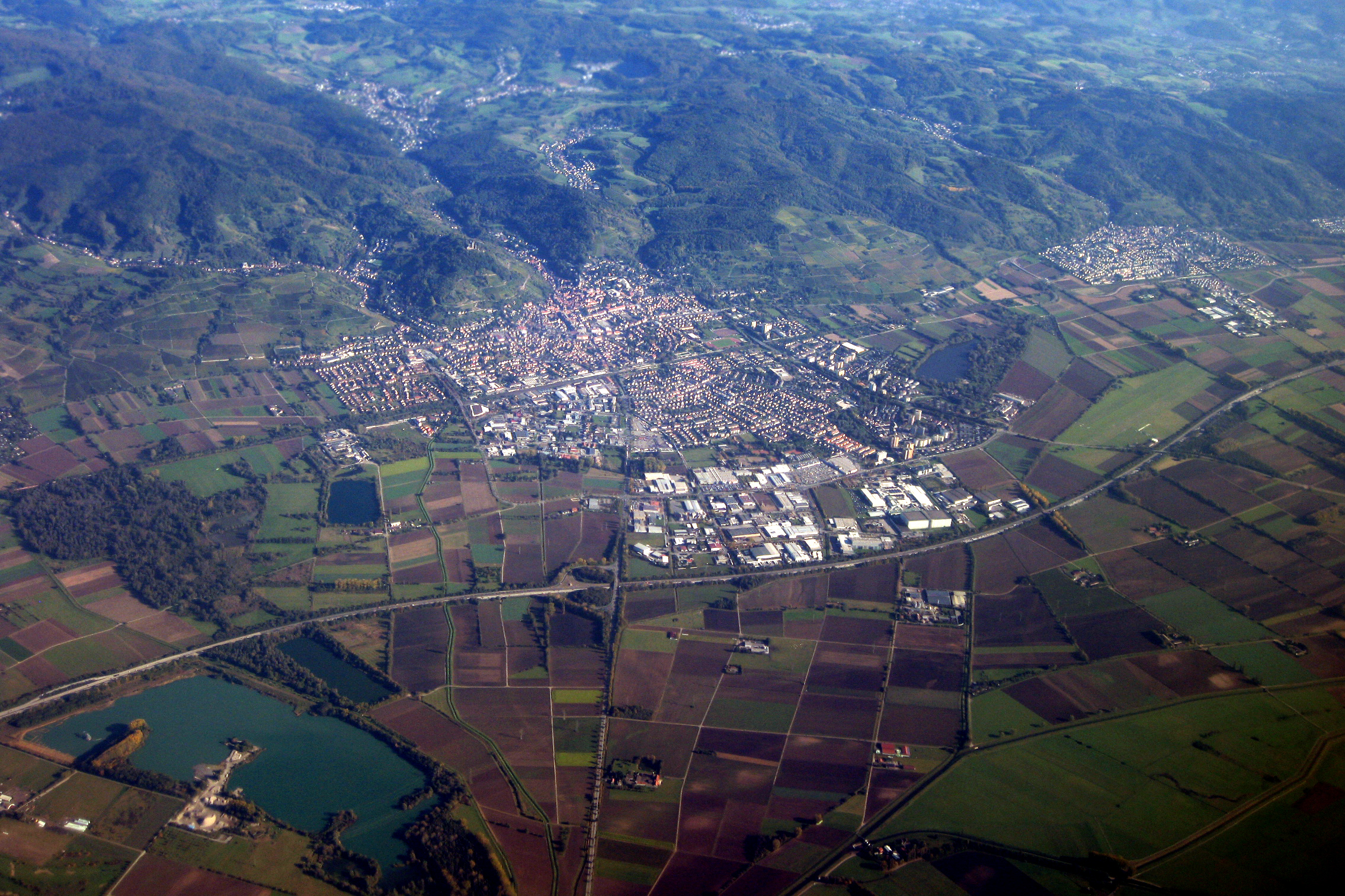
Heppenheim, von Westen aus gesehen

Heppenheim (Bergstraße) (mundartlich Hepprum) ist die Kreisstadt des südhessischen Landkreises Bergstraße und liegt an der Bergstraße am Rande des Odenwaldes. Heppenheim ist überregional bekannt als Geburtsort des vierfachen Formel-1-Weltmeisters Sebastian Vettel und Gründungsort der FDP.
Erstmals schriftlich erwähnt wurde der Ort im Jahr 755, das Stadtrecht erhielt er 1318. Die liberale Heppenheimer Tagung 1847 war der Auftakt zur Deutschen Revolution 1848/1849, weshalb hier 1948 die Freie Demokratische Partei gegründet wurde.

## Geografie
Heppenheim liegt an der Landesgrenze zu Baden-Württemberg. Das Stadtgebiet selbst befindet sich unterhalb des Schlossbergs mit der mittelalterlichen Starkenburg. Charakteristisch für das Stadtbild ist neben der Burg auch St. Peter, der „Dom der Bergstraße“ – so die volkstümliche Bezeichnung der großen, 1904 geweihten katholischen Kirche, die kein Bischofssitz ist.
Der größte See in Heppenheim ist der Bruchsee. Mehrere Bachläufe wie Hambach, Stadtbach, Erbach und Bombach fließen von Osten aus den Tälern des vorderen Odenwalds der Weschnitz zu, die den westlichen Rand der Gemarkung bildet.
„Bergstraße“ ist sowohl die Bezeichnung der von Darmstadt nach Wiesloch am Westrand des Odenwaldes bzw. Ostrand der Rheinebene verlaufenden Straße (heutige Bundesstraße 3) als auch der Landschaft in ihrer näheren Umgebung. Letztere zeichnet sich durch ein außerordentlich mildes und sonniges Klima mit besonders früher Baumblüte aus.
Im Bereich des Stadtteils Ober-Laudenbach existiert eine hessenweit einzigartige Grenzkuriosität: Der nördliche Teil von Ober-Laudenbach bildet eine Enklave in baden-württembergischem Gebiet. Innerhalb dieser Enklave und im Südteil Ober-Laudenbachs befinden sich zwei baden-württembergische Exklaven.

### Nachbargemeinden
Heppenheim grenzt im Norden an die Stadt Bensheim, im Nordosten an die Gemeinde Lautertal sowie an die Stadt Lindenfels, im Osten an die Gemeinden Fürth, Rimbach, Mörlenbach und Birkenau (beide wie Fürth und Rimbach im Weschnitztal gelegen), im Süden an die badische Gemeinde Laudenbach (Rhein-Neckar-Kreis, Baden-Württemberg), im Südwesten an die südhessischen Städte Viernheim und Lampertheim sowie im Westen an die Stadt Lorsch.

### Stadtgliederung
Neben der Kernstadt besteht Heppenheim aus den Stadtteilen
- Unter-Hambach und
- Ober-Hambach,
- Kirschhausen (mit Igelsbach),
- Erbach,
- Sonderbach,
- Wald-Erlenbach,
- Mittershausen-Scheuerberg und
- Ober-Laudenbach,

die im Zuge der hessischen Verwaltungsgebietsreform mit Wirkung zum 1. Januar 1972 nach Heppenheim eingemeindet wurden.

## Geschichte

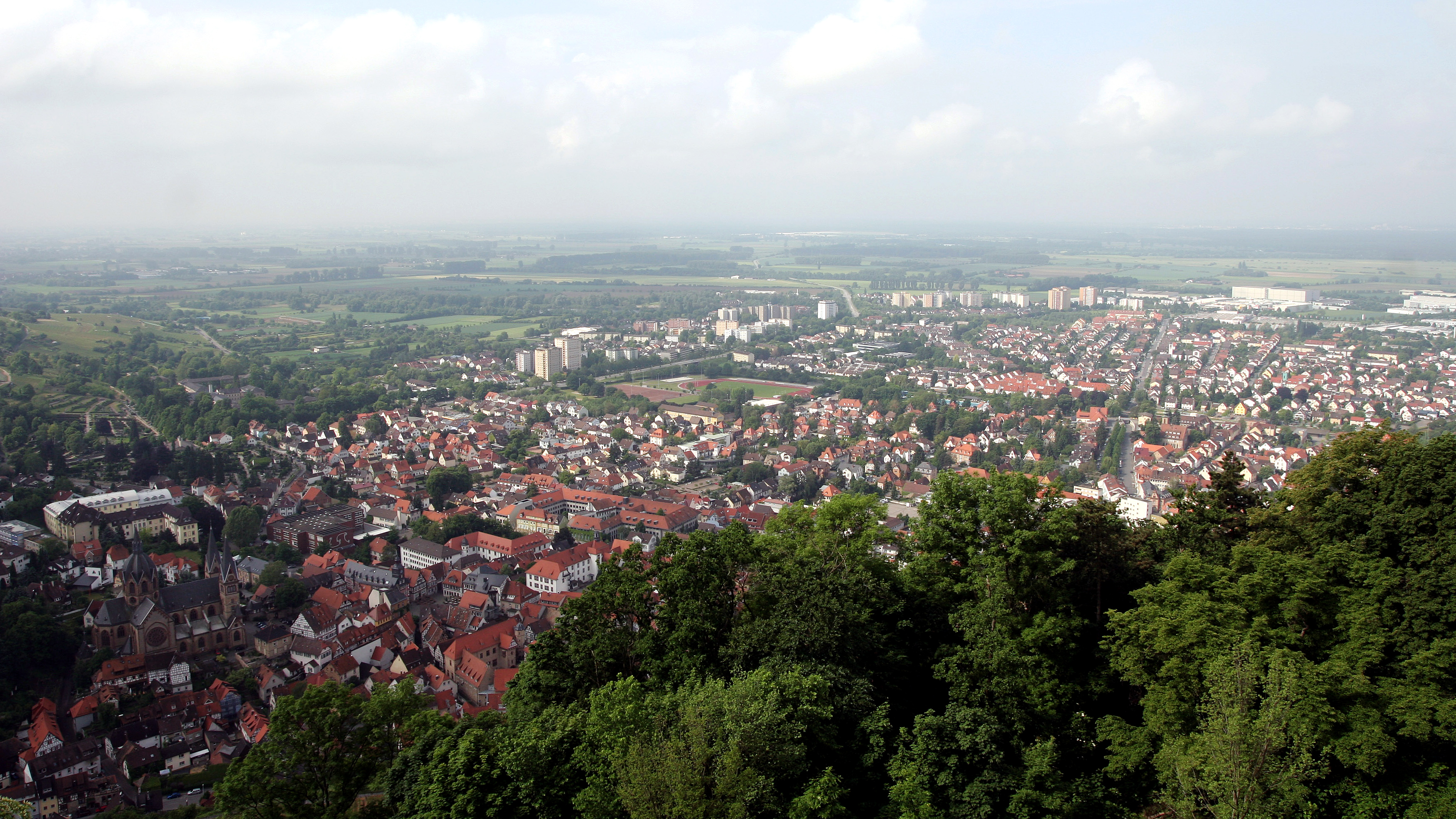
Heppenheim, gesehen von der Starkenburg

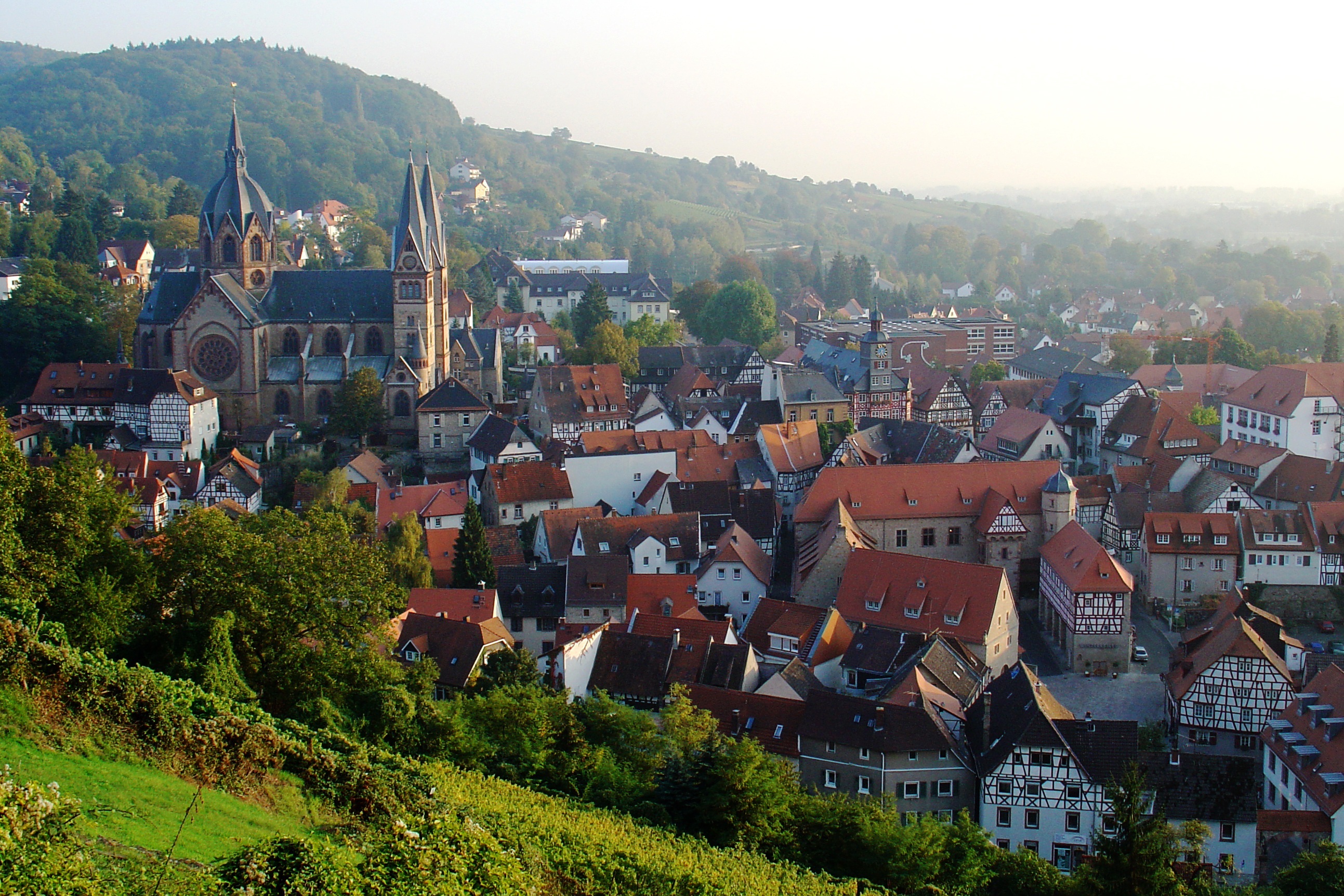
Dom und Altstadt, Blick vom Schlossberg

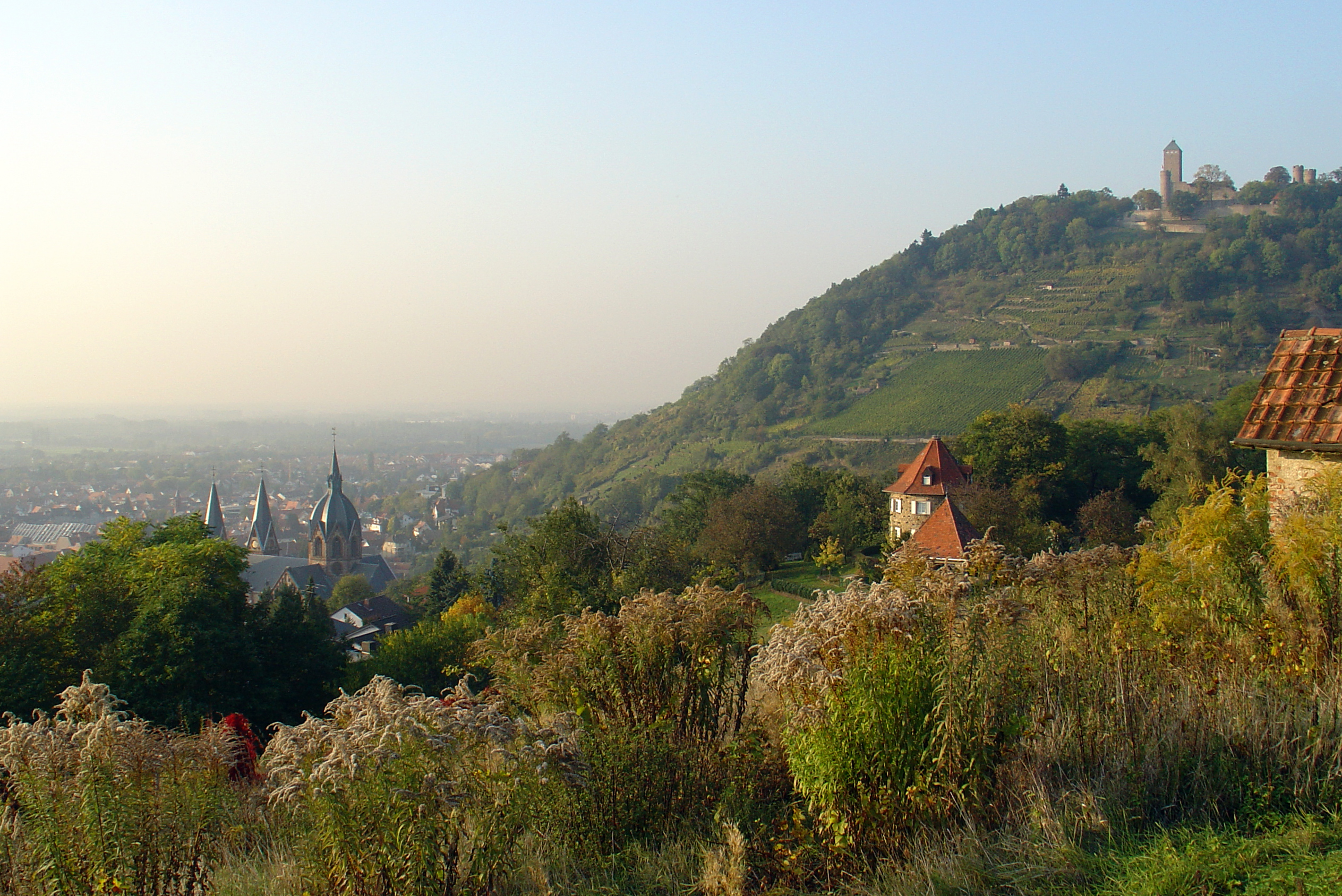
Dom und Starkenburg, Blick vom Maiberg

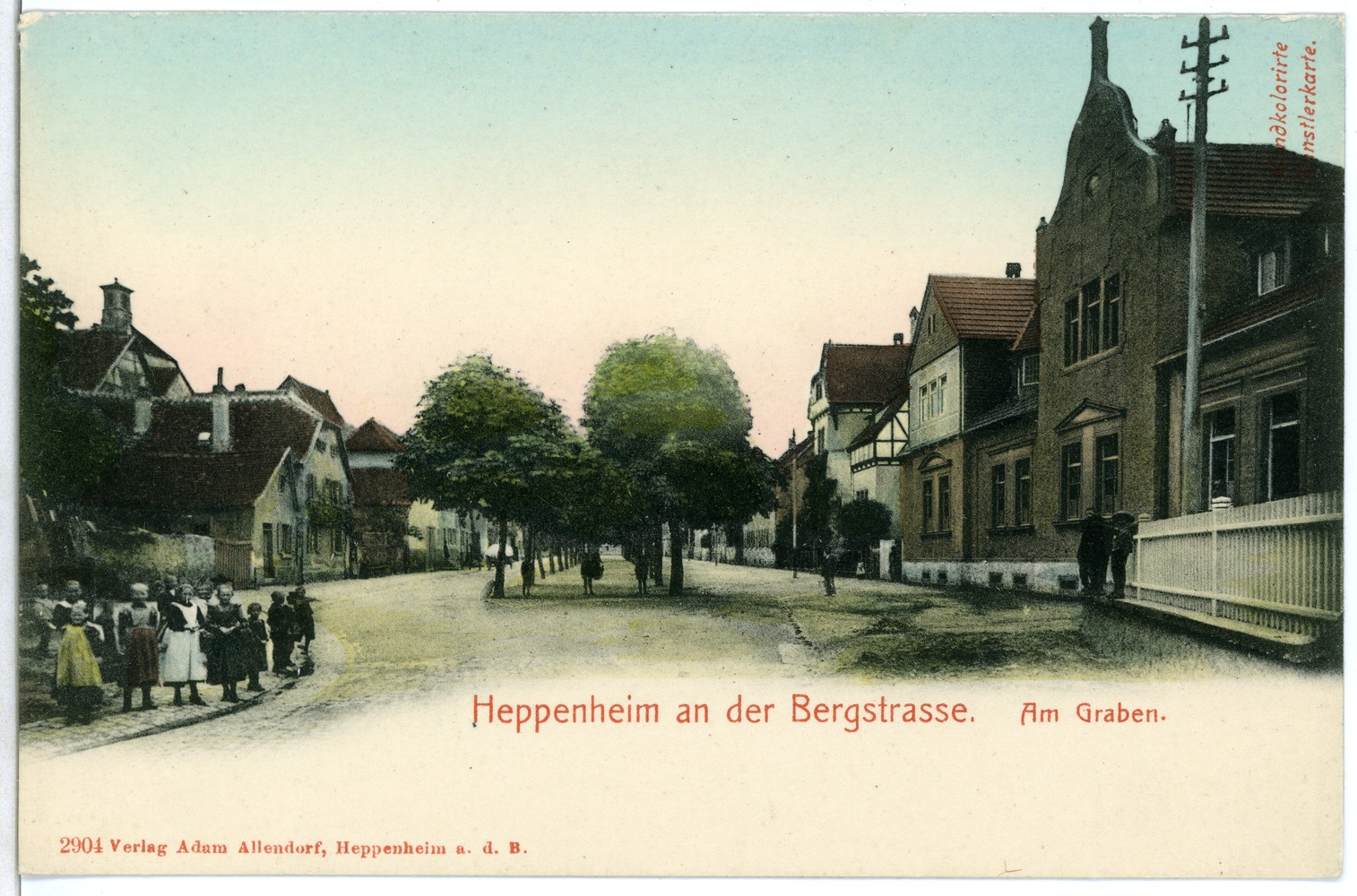
Am Graben, 1903

### Übersicht
Die erste urkundliche Erwähnung als „Hepphenheim“ erfolgte am 17. Juli 755 in einer Urkunde des Lorscher Codex anlässlich einer Schenkung eines Marchar an die damalige Peterskirche in Heppenheim. Die Stadt war damals Mittelpunkt einer fränkischen Mark. Im Jahre 773 ging die Mark Heppenheim aufgrund einer Schenkung Karls des Großen in den Besitz des Reichsklosters Lorsch über, zu dessen Schutz im Jahre 1065 die Starkenburg über Heppenheim errichtet wurde. Das Kloster stand im Range eines Fürstentums. Heppenheim entwickelte sich im Laufe der Zeit zum verwaltungsmäßigen und wirtschaftlichen Mittelpunkt des Klostergebietes, verlor aber mit dem Niedergang des Klosters im 11./12. Jahrhundert wieder an Bedeutung. Im Jahr 1229 unterstellte Kaiser Friedrich II. die Starkenburg, 1232 auch das Kloster Lorsch mit Heppenheim der Verwaltung der Erzbischöfe von Mainz. Unterbrochen durch eine kurpfälzische Pfandherrschaft von 1461 bis 1623 blieb Heppenheim bis zum Reichsdeputationshauptschluss des Jahres 1803 Kurmainzer Besitz; sodann wurde es hessisch (zunächst Hessen-Darmstadt, seit 1948 Land Hessen).
Das Stadtrecht besteht mindestens seit 1318, das Marktrecht vermutlich schon seit der ersten Hälfte des 9. Jahrhunderts. Von 1265 (evtl. früher) bis 1803 war Heppenheim Sitz des Kurmainzer Amtes (Oberamtes) Starkenburg. Mit dem Erwerb durch Hessen-Darmstadt wurde das Oberamt Starkenburg aufgelöst. Heppenheim war nunmehr zunächst Sitz eines (stark verkleinerten) Amtes, ab 1821 Sitz des Landratsbezirkes Heppenheim und ab 1832 Kreisstadt des Kreises Heppenheim sowie zwischenzeitlich, von 1848 bis 1852, Sitz des Regierungsbezirkes Heppenheim und ab 1938 Kreisstadt des Landkreises Bergstraße, dem neben dem Kreis Heppenheim große Teile des damals aufgelösten Kreises Bensheim, nach dem Zweiten Weltkrieg auch die rechtsrheinischen Teile des Landkreises Worms zugeteilt wurden.
Die „Statistisch-topographisch-historische Beschreibung des Großherzogthums Hessen“ berichtet 1829 über Heppenheim:

„Heppenheim (L. Bez. gl. N.) Stadt; liegt am Fuße der Starkenburg, an der durch die Bergstraße ziehenden Chaussee, 6 1⁄4 St. südlich von Darmstadt und 6 1⁄2 St. nördlich von Heidelberg. Heppenheim besteht aus der ummauerten eigentlichen Stadt und der neuern schönen Vorstadt, welche ohne Mauer ist. Die Häuserzahl beträgt 487 und Einw. zählt man 3654, welche bis auf 62 Luth., 7 Reform. und 77 Juden alle katholisch sind. Hinsichtlich der Gewerbe theilen sich die Einw. ein in 108 Bauern, 311 Handwerker und 237 Taglöhner. Heppenheim ist der Sitz des Landraths, des Steuerkommissairs und eines Hauptzollamts. Man findet 1 Pfarrkirche, und in derselben den Stein mit der Heppenheimer Markbeschreibung, 1 Amthaus, 1 Rathaus, 1 Synagoge, 18 Mahlmühlen, mit denen 3 Oel- und 2 Schneidemühlen verbunden sind, und von welchen 5 in und 13 außerhalb der Stadt liegen. Ackerbau, Viehzucht, Weinbau und Handwerke sind die Hauptgewerbe, und unter letztern werden die Mühlgewerbe, die Gerbereien, die Leinwandbleichereien genannt. Jährlich werden 4 Viehmärkte gehalten.“

In den Jahren 1369 und 1693 (zuletzt aufgrund der französischen Verwüstungen im Pfälzer Erbfolgekrieg) wurde Heppenheim durch Stadtbrände fast völlig zerstört. Die beiden Weltkriege überstand die Stadt bis auf geringe Schäden beim Einmarsch der Amerikaner im März 1945 unversehrt.
Heppenheim war ab 28. Mai 1942 Außenlager des Hauptlagers Dachau/KZ Natzweiler-Struthof. Die Schließung erfolgte am 18. Dezember 1942. Neueröffnung als Außenlager Heppenheim war am 15. Juni 1943, die endgültige Schließung erfolgte dann am 27. März 1945 mit der Besetzung durch US-amerikanische Truppen (Kriegsende Hessen). Die internierten Häftlinge übten in Heppenheim Tätigkeiten in der (SS-eigenen) Einrichtung Deutsche Versuchsanstalt für Ernährung und Verpflegung aus (Kommando Dachau). Als Ende März die amerikanischen Truppen den Rhein erreicht hatten, wurde das Lager evakuiert und die Insassen mussten unter strenger Bewachung den langen Marsch bis nach Schwäbisch Hall antreten, von wo sie ins „KZ Dachau“ weitertransportiert wurden. Dort kamen noch etliche der Gefangenen ums Leben, bevor sie am Tegernsee von den Amerikanern befreit wurden.
Die „Heppenheimer Versammlung“, ein Treffen führender Liberaler am 10. Oktober 1847 im Hotel „Halber Mond“, war Auftakt der deutschen Revolution der Jahre 1848/49. Am 30. Mai 1849 kam es zum Heppenheimer Gefecht zwischen der badisch-pfälzischen Revolutionsarmee, die zur Verteidigung des Paulskirchenparlaments nach Frankfurt ziehen wollte und hessischem Militär.
In Heppenheim lebten Juden bereits im Mittelalter. Die Stadt gehörte von 1232 bis 1803 zum Erzstift Mainz. Die Schutzherren der Juden, die Mainzer Kurfürsten und Erzbischöfe, konnten allerdings nicht verhindern, dass es im Mittelalter zu Pogromen kam. Bei der Judenverfolgung während der Pestzeit 1348/49 wurde das jüdische Leben in der Stadt vernichtet. Die Entstehung der neuzeitlichen Gemeinde geht in das 17. Jahrhundert zurück. Um 1900 lebten etwa 40 jüdische Familien mit 200 bis 300 Personen in der Stadt. Danach ging die Zahl durch Aus- und Abwanderung bis auf 113 Personen 1933 zurück. Martin Buber, Zionist und Honorarprofessor für Religionswissenschaft an der Frankfurter Universität, lebte ab 1916 in Heppenheim. Im Februar 1938 sah er sich zur Auswanderung gezwungen und emigrierte mit der Familie nach Jerusalem. Beim Novemberpogrom 1938 wurde sein Haus geplündert und dabei die 3000 Bücher umfassende Bibliothek zerstört. Im Mai 1939 lebten noch 37 jüdische Personen am Ort. Im September 1942 wurden die letzten jüdischen Einwohner Heppenheims in Vernichtungslager deportiert. Von den in Heppenheim geborenen oder längere Zeit hier lebenden Personen kamen 53 durch die NS-Gewaltherrschaft ums Leben. Am Nathan-Friedmann-Platz unterhalb des Standorts der ehemaligen Synagoge befindet sich eine Gedenkstätte mit einer Metallplatte mit den Umrissen der 1938 zerstörten Synagoge. Sie trägt die Inschrift: Hier stand die 1900 erbaute und 1938 zerstörte Synagoge. Auf einer Zusatztafel „Im Gedenken an die Ermordeten“ werden 29 Namen ehemaliger Heppenheimer Juden genannt.
Die ehemalige Landesirrenanstalt Heppenheim, eine psychiatrische Einrichtung, war an den nationalsozialistischen „Euthanasie“-Verbrechen beteiligt, und zwar als sogenannte „Sammelanstalt“ für jüdische Psychiatriepatienten, d. h. als Zwischenstation auf dem Weg in die Gaskammer (neben Heppenheim auch Gießen), darüber hinaus als Anstalt, aus denen Patienten in Mordanstalten oder in Konzentrationslager verlegt wurden (neben Heppenheim auch Andernach, Hadamar, Eichberg, Weilmünster, Herborn, Kalmenhof (Idstein), Marburg, Merxhausen, Haina, Gießen, Goddelau, Scheuern).
Der Deutschamerikaner und spätere US-Außenminister Henry Kissinger lebte Mitte 1945 bis April 1946 in der Villa Schüssel, während er seinen Dienst beim Counter Intelligence Corps (CIC) in Bensheim (Hessen) versah. Im Mai 2005 besuchte Kissinger anlässlich des 60. Jahrestages des Kriegsendes zusammen mit dem hessischen Ministerpräsidenten Roland Koch Heppenheim und seine ehemalige Unterkunft.
Der FDP-Gründungsparteitag 1948 fand unter Bezugnahme auf die liberale Heppenheimer Versammlung von 1847 in Heppenheim statt.
Im Jahr 1955 feierte die Stadt ihr 1200-jähriges Bestehen und eröffnete zu diesem Anlass die neue Freilichtbühne mit dem Stück „Recht oder Gewalt? (Ein Spiel um König Heinrich IV.)“, einem zu diesem Ereignis geschriebenen Stück von Wolfgang Altendorf. Sie ist bis heute in Benutzung, fasst etwa 2500 Personen und bewährte sich auch zum Hessentag 2004.
1982 wurde in Heppenheim das Bergsträßer Kreiskrankenhaus mit 373 Betten eröffnet. Bei dem zu diesem Anlass durchgeführten „Offenen Tag“ kamen innerhalb von vier Stunden 8000 Besucher. Bereits seit den 1960er Jahren gab es Bestrebungen zum Bau dieser Einrichtung, denn anders als in Bensheim, Lampertheim, Viernheim, Lorsch und Lindenfels gab es in Heppenheim keine Gesundheitsversorgung durch kirchliche Träger.
Vom 18. bis 27. Juni 2004 war Heppenheim Ausrichter des alljährlichen Hessentages.
Vom 12. Jahrhundert bis 1975 war Heppenheim durch eine außerordentlich hohe Anzahl von Mühlen unterschiedlicher Art eine ausgeprägte Mühlenhochburg. An fünf kleinen Bächen im Stadtgebiet befanden sich über 60 Wassermühlen. Weitere, mit Muskel- oder Dampfkraft angetriebene Mühlen kamen hinzu, so dass über 80 ehemalige Mühlenstandorte mit über 130 Mühlen nachweisbar sind. An die bedeutende Rolle der Mühlen für die Wirtschafts- und Sozialgeschichte erinnern heute der Heppenheimer Mühlenrundweg mit 23 Stationen sowie ein mit einem Kunst-Mühlrad gestalteter Mühlen-Kreisel.
Hessische Gebietsreform (1970–1977)
Im Zuge der Gebietsreform in Hessen einigten sich einige bis dahin selbstständige Nachbargemeinden mit der Stadt Heppenheim über eine Eingliederung als Stadtteile. Zunächst wurde am 1. Juli 1971 die Gemeinde Mittershausen eingegliedert. Am 31. Dezember 1971 kamen Hambach und Ober-Laudenbach hinzu. Erbach, Kirschhausen (mit dem am 1. Dezember 1970 nach dort eingegliederten Igelsbach), Sonderbach und Wald-Erlenbach folgten am 1. Februar 1972. Für diese sieben früheren Gemeinden wurden per Hauptsatzung Ortsbezirke mit Ortsbeirat und Ortsvorsteher nach der Hessischen Gemeindeordnung errichtet. Die Grenzen der Ortsbezirke folgen den seitherigen Gemarkungsgrenzen.

### Verwaltungsgeschichte im Überblick
Die folgende Liste zeigt die Staaten und Verwaltungseinheiten, denen Heppenheim angehört(e):
- vor 1782: Heiliges Römisches Reich, Kurfürstentum Mainz, Amt Starkenburg (1461–1650 an Kurpfalz verpfändet), Zent Heppenheim
- ab 1782: Heiliges Römisches Reich, Kurfürstentum Mainz, Unteres Erzstift, Oberamt Starkenburg, Amtsvogtei Heppenheim
- ab 1803: Heiliges Römisches Reich, Landgrafschaft Hessen-Darmstadt,[Anm. 2] Fürstentum Starkenburg, Amtsvogtei Heppenheim
- ab 1806: Großherzogtum Hessen,[Anm. 3] Fürstentum Starkenburg, Amt Heppenheim[17]
- ab 1815: Großherzogtum Hessen[Anm. 4], Provinz Starkenburg, Amt Heppenheim
- ab 1821: Großherzogtum Hessen, Provinz Starkenburg, Landratsbezirk Heppenheim[Anm. 5]
- ab 1832: Großherzogtum Hessen, Provinz Starkenburg, Kreis Heppenheim
- ab 1848: Großherzogtum Hessen, Regierungsbezirk Heppenheim
- ab 1852: Großherzogtum Hessen, Provinz Starkenburg, Kreis Heppenheim
- ab 1871: Deutsches Reich, Großherzogtum Hessen, Provinz Starkenburg, Kreis Heppenheim
- ab 1918: Deutsches Reich (Weimarer Republik), Volksstaat Hessen, Provinz Starkenburg, Kreis Heppenheim
- ab 1938: Deutsches Reich, Volksstaat Hessen, Landkreis Bergstraße[18][Anm. 6]
- ab 1945: Amerikanische Besatzungszone,[Anm. 7] Groß-Hessen, Regierungsbezirk Darmstadt, Landkreis Bergstraße
- ab 1946: Amerikanische Besatzungszone, Hessen, Regierungsbezirk Darmstadt, Landkreis Bergstraße
- ab 1949: Bundesrepublik Deutschland, Hessen, Regierungsbezirk Darmstadt, Landkreis Bergstraße

## Bevölkerung

### Einwohnerstruktur 2011
Nach den Erhebungen des Zensus 2011 lebten am Stichtag, dem 9. Mai 2011, in Heppenheim 24.895 Einwohner. Darunter waren 2588 (10,40 %) Ausländer, von denen 749 aus dem EU-Ausland, 1278 aus anderen europäischen Ländern und 561 aus anderen Staaten kamen. Von den deutschen Einwohnern hatten 10,5 % einen Migrationshintergrund. (Bis zum Jahr 2020 erhöhte sich die Ausländerquote auf 15,2 %.) Nach dem Lebensalter waren 4098 Einwohner unter 18 Jahren, 10.260 waren zwischen 18 und 49, 5199 zwischen 50 und 64 und 5340 Einwohner waren älter. Die Einwohner lebten in 11067 Haushalten. Davon waren 3906 Singlehaushalte, 3111 Paare ohne Kinder und 3063 Paare mit Kindern, sowie 738 Alleinerziehende und 249 Wohngemeinschaften. In 2514 Haushalten lebten ausschließlich Senioren/-innen und in 7457 Haushaltungen leben keine Senioren/-innen.

### Einwohnerentwicklung
- 1623: 0204 Bürger[14]
- 1666: 1066 Einwohner
- 1806: 3190 Einwohner, 400 Häuser[17]
- 1829: 3654 Einwohner, 487 Häuser[4]
- 1867: 5411 Einwohner, 689 Häuser[24]

| Heppenheim: Einwohnerzahlen von 1806 bis 2020 | Heppenheim: Einwohnerzahlen von 1806 bis 2020 | Heppenheim: Einwohnerzahlen von 1806 bis 2020 | Heppenheim: Einwohnerzahlen von 1806 bis 2020 | Heppenheim: Einwohnerzahlen von 1806 bis 2020 |
| --- | --------------------------------------------- | --------------------------------------------- | --------------------------------------------- | --------------------------------------------- |
| Jahr |                                               |                                               |                                               | Einwohner                                     |
| 1806 | 1806                                          |                                               | 3.190                                         | 3.190                                         |
| 1829 | 1829                                          |                                               | 3.654                                         | 3.654                                         |
| 1834 | 1834                                          |                                               | 4.010                                         | 4.010                                         |
| 1840 | 1840                                          |                                               | 4.360                                         | 4.360                                         |
| 1846 | 1846                                          |                                               | 4.649                                         | 4.649                                         |
| 1852 | 1852                                          |                                               | 4.344                                         | 4.344                                         |
| 1858 | 1858                                          |                                               | 4.653                                         | 4.653                                         |
| 1864 | 1864                                          |                                               | 4.370                                         | 4.370                                         |
| 1871 | 1871                                          |                                               | 4.599                                         | 4.599                                         |
| 1875 | 1875                                          |                                               | 4.781                                         | 4.781                                         |
| 1885 | 1885                                          |                                               | 5.250                                         | 5.250                                         |
| 1895 | 1895                                          |                                               | 5.409                                         | 5.409                                         |
| 1905 | 1905                                          |                                               | 6.364                                         | 6.364                                         |
| 1910 | 1910                                          |                                               | 7.033                                         | 7.033                                         |
| 1925 | 1925                                          |                                               | 7.693                                         | 7.693                                         |
| 1939 | 1939                                          |                                               | 9.530                                         | 9.530                                         |
| 1946 | 1946                                          |                                               | 11.628                                        | 11.628                                        |
| 1950 | 1950                                          |                                               | 13.111                                        | 13.111                                        |
| 1956 | 1956                                          |                                               | 13.332                                        | 13.332                                        |
| 1961 | 1961                                          |                                               | 13.876                                        | 13.876                                        |
| 1967 | 1967                                          |                                               | 15.808                                        | 15.808                                        |
| 1970 | 1970                                          |                                               | 16.815                                        | 16.815                                        |
| 1972 | 1972                                          |                                               | 23.284                                        | 23.284                                        |
| 1975 | 1975                                          |                                               | 23.793                                        | 23.793                                        |
| 1980 | 1980                                          |                                               | 23.786                                        | 23.786                                        |
| 1985 | 1985                                          |                                               | 23.898                                        | 23.898                                        |
| 1990 | 1990                                          |                                               | 23.859                                        | 23.859                                        |
| 1995 | 1995                                          |                                               | 25.270                                        | 25.270                                        |
| 2000 | 2000                                          |                                               | 25.434                                        | 25.434                                        |
| 2005 | 2005                                          |                                               | 25.437                                        | 25.437                                        |
| 2011 | 2011                                          |                                               | 24.895                                        | 24.895                                        |
| 2015 | 2015                                          |                                               | 25.284                                        | 25.284                                        |
| 2020 | 2020                                          |                                               | 26.218                                        | 26.218                                        |
| Datenquelle: Historisches Gemeindeverzeichnis für Hessen: Die Bevölkerung der Gemeinden 1834 bis 1967. Wiesbaden: Hessisches Statistisches Landesamt, 1968. Weitere Quellen: bis 1970:; 1972:; Hessisches Statistisches Informationssystem; Zensus 2011 Nach 1970 einschließlich der im Zuge der Gebietsreform in Hessen eingegliederten Orte. |                                               |                                               |                                               |                                               |

### Religionszugehörigkeit
| • 1829: | 62 lutheranische (= 1,70 %), 7 reformierte (= 0,19 %), 77 jüdische (= 2,11 %) und 3508 katholische (= 96,00 %) Einwohner                                                           |
| • 1961: | 3484 evangelische (= 25,11 %), 10074 katholische (= 72,60 %) Einwohner |
| • 2011: | 4650 evangelische (= 29,5 %), 4550 katholische (= 29,1 %), 120 freikirchliche (= 0,8 %), 250 orthodoxe (= 1,6 %), 640 andersgläubige (= 4,1 %), 5450 sonstige (= 34,7 %) Einwohner |

### Erwerbstätigkeit
Die Gemeinde im Vergleich mit Landkreis, Regierungsbezirk Darmstadt und Hessen:
|                                                   | Jahr | Gemeinde | Landkreis | Regierungsbezirk | Hessen    |
| ------------------------------------------------- | ---- | -------- | --------- | ---------------- | --------- |
| Sozialversicherungspflichtig Beschäftigte         | 2017 | 10.407   | 72.939    | 1.695.567        | 2.524.156 |
| Veränderung zu                                    | 2000 | +6,7 %   | +17,1 %   | +16,1 %          | +16,0 %   |
| davon Vollzeit                                    | 2017 | 69,2 %   | 70,8 %    | 72,8 %           | 71,8 %    |
| davon Teilzeit                                    | 2017 | 30,8 %   | 29,2 %    | 27,2 %           | 28,2 %    |
| Ausschließlich geringfügig entlohnte Beschäftigte | 2017 | 1725     | 15.613    | 224.267          | 372.991   |
| Veränderung zu                                    | 2000 | +10,0 %  | −4,3 %    | +9,0 %           | +8,8 %    |

| Branche                         | Jahr | Gemeinde | Landkreis | Regierungsbezirk | Hessen |
| ------------------------------- | ---- | -------- | --------- | ---------------- | ------ |
| Produzierendes Gewerbe          | 2000 | 37,6 %   | 39,6 %    | 27,0 %           | 30,6 % |
|                                 | 2017 | 26,8 %   | 32,1 %    | 20,4 %           | 24,3 % |
| Handel, Gastgewerbe und Verkehr | 2000 | 20,6 %   | 25,1 %    | 26,4 %           | 25,1 % |
|                                 | 2017 | 23,1 %   | 25,8 %    | 24,7 %           | 23,8 % |
| Unternehmensdienstleistungen    | 2000 | 10,0 %   | 11,6 %    | 25,1 %           | 20,2 % |
|                                 | 2017 | 14,7 %   | 15,5 %    | 31,6 %           | 26,1 % |
| Sonstige Dienstleistungen       | 2000 | 31,1 %   | 22,0 %    | 20,1 %           | 22,5 % |
|                                 | 2017 | 34,8 %   | 25,3 %    | 23,0 %           | 25,4 % |
| Sonstiges (bzw. ohne Zuordnung) | 2000 | 00,7 %   | 01,7 %    | 01,4 %           | 01,5 % |
|                                 | 2017 | 00,5 %   | 01,1 %    | 00,3 %           | 00,4 % |

## Politik
1948 wurde in Heppenheim die Freie Demokratische Partei (FDP) gegründet.

### Stadtverordnetenversammlung
Die Kommunalwahl am 14. März 2021 lieferte folgendes Ergebnis, in Vergleich gesetzt zu früheren Kommunalwahlen:
| Sitzverteilung in der Stadtverordnetenversammlung 2021Insgesamt 37 Sitze - Linke: 1 - SPD: 6 - Grüne: 7 - FDP: 4 - CDU: 14 - Tierschutz: 2 - FWH: 2 - LIZ: 1 | Parteien und Wählergemeinschaften | Parteien und Wählergemeinschaften                    | % 2021 | Sitze 2021 | % 2016 | Sitze 2016 | % 2011 | Sitze 2011 | % 2006 | Sitze 2006 | % 2001 | Sitze 2001 |
| Sitzverteilung in der Stadtverordnetenversammlung 2021Insgesamt 37 Sitze - Linke: 1 - SPD: 6 - Grüne: 7 - FDP: 4 - CDU: 14 - Tierschutz: 2 - FWH: 2 - LIZ: 1 | CDU                               | Christlich Demokratische Union Deutschlands          | 36,6   | 14         | 37,8   | 14         | 39,4   | 15         | 39,7   | 15         | 48,3   | 18         |
| Sitzverteilung in der Stadtverordnetenversammlung 2021Insgesamt 37 Sitze - Linke: 1 - SPD: 6 - Grüne: 7 - FDP: 4 - CDU: 14 - Tierschutz: 2 - FWH: 2 - LIZ: 1 | SPD                               | Sozialdemokratische Partei Deutschlands              | 17,1   | 6          | 23,3   | 9          | 30,7   | 11         | 35,9   | 13         | 32,0   | 12         |
| Sitzverteilung in der Stadtverordnetenversammlung 2021Insgesamt 37 Sitze - Linke: 1 - SPD: 6 - Grüne: 7 - FDP: 4 - CDU: 14 - Tierschutz: 2 - FWH: 2 - LIZ: 1 | GRÜNE                             | Bündnis 90/Die Grünen                                | 17,9   | 7          | 10,1   | 4          | 13,6   | 5          | 7,0    | 3          | 7,1    | 3          |
| Sitzverteilung in der Stadtverordnetenversammlung 2021Insgesamt 37 Sitze - Linke: 1 - SPD: 6 - Grüne: 7 - FDP: 4 - CDU: 14 - Tierschutz: 2 - FWH: 2 - LIZ: 1 | FWH                               | Freie Wähler Heppenheim                              | 6,5    | 2          | 8,1    | 3          | 5,3    | 2          | 5,9    | 2          | 6,5    | 2          |
| Sitzverteilung in der Stadtverordnetenversammlung 2021Insgesamt 37 Sitze - Linke: 1 - SPD: 6 - Grüne: 7 - FDP: 4 - CDU: 14 - Tierschutz: 2 - FWH: 2 - LIZ: 1 | FDP                               | Freie Demokratische Partei                           | 11,8   | 4          | 11,9   | 4          | 5,0    | 2          | 7,5    | 3          | 6,1    | 2          |
| Sitzverteilung in der Stadtverordnetenversammlung 2021Insgesamt 37 Sitze - Linke: 1 - SPD: 6 - Grüne: 7 - FDP: 4 - CDU: 14 - Tierschutz: 2 - FWH: 2 - LIZ: 1 | WG LIZ                            | Wählergemeinschaft Leben im Zentrum                  | 2,2    | 1          | 5,1    | 2          | 2,3    | 1          | —      | —          | —      | —          |
| Sitzverteilung in der Stadtverordnetenversammlung 2021Insgesamt 37 Sitze - Linke: 1 - SPD: 6 - Grüne: 7 - FDP: 4 - CDU: 14 - Tierschutz: 2 - FWH: 2 - LIZ: 1 | Tierschutzpartei                  | Partei Mensch Umwelt Tierschutz                      | 6,3    | 2          | —      | —          | —      | —          | –      | –          | —      | —          |
| Sitzverteilung in der Stadtverordnetenversammlung 2021Insgesamt 37 Sitze - Linke: 1 - SPD: 6 - Grüne: 7 - FDP: 4 - CDU: 14 - Tierschutz: 2 - FWH: 2 - LIZ: 1 | LINKE                             | Die Linke                                            | 1,6    | 1          | 3,6    | 1          | 2,4    | 1          | —      | —          | —      | —          |
| Sitzverteilung in der Stadtverordnetenversammlung 2021Insgesamt 37 Sitze - Linke: 1 - SPD: 6 - Grüne: 7 - FDP: 4 - CDU: 14 - Tierschutz: 2 - FWH: 2 - LIZ: 1 | WASG                              | Arbeit & soziale Gerechtigkeit – Die Wahlalternative | –      | –          | —      | —          | —      | —          | 4,0    | 1          | —      | —          |
| Sitzverteilung in der Stadtverordnetenversammlung 2021Insgesamt 37 Sitze - Linke: 1 - SPD: 6 - Grüne: 7 - FDP: 4 - CDU: 14 - Tierschutz: 2 - FWH: 2 - LIZ: 1 | Gesamt                            | Gesamt                                               | 100,0  | 37         | 100,0  | 37         | 100,0  | 37         | 100,0  | 37         | 100,0  | 37         |
| Sitzverteilung in der Stadtverordnetenversammlung 2021Insgesamt 37 Sitze - Linke: 1 - SPD: 6 - Grüne: 7 - FDP: 4 - CDU: 14 - Tierschutz: 2 - FWH: 2 - LIZ: 1 | Wahlbeteiligung in %              | Wahlbeteiligung in %                                 | 52,1   | 52,1       | 47,2   | 47,2       | 55,5   | 55,5       | 48,6   | 48,6       | 53,0   | 53,0       |

### Bürgermeister
Nach der hessischen Kommunalverfassung wird der Bürgermeister für eine sechsjährige Amtszeit gewählt, seit dem Jahr 1993 in einer Direktwahl, und ist Vorsitzender des Magistrats, dem in der Stadt Heppenheim neben dem Bürgermeister der hauptamtliche Erste Stadtrat sowie fünf ehrenamtliche Stadträte angehören. Bürgermeister ist seit dem 1. September 2011 Rainer Burelbach (CDU). Er setzte sich am 10. April 2011 in einer Stichwahl gegen den Amtsinhaber Gerhard Herbert (SPD), der für eine zweite Amtszeit angetreten war, bei 48,3 Prozent Wahlbeteiligung mit 55,6 Prozent der Stimmen durch. Es folgten zwei Wiederwahlen, zuletzt im März 2023, jeweils mit großen Mehrheiten.
Amtszeiten der Bürgermeister
- 2011–2029 Rainer Burelbach (CDU)[38][41]
- 2005–2011 Gerhard Herbert (SPD)[42]
- 1987–2005 Ulrich Obermayr (CDU)

Die Heppenheimer Bürgermeister seit Erlass der Hessischen Gemeindeverfassung 1821 finden sich unter Liste der Bürgermeister von Heppenheim.

### Ortsbezirke
Folgende Ortsbezirke mit Ortsbeirat und Ortsvorsteher nach der Hessischen Gemeindeordnung gibt es im Gemeindegebiet:
- Ortsbezirk Erbach (Gebiete der ehemaligen Gemeinde Erbach). Der Ortsbeirat besteht aus neuen Mitgliedern.
- Ortsbezirk Hambach (Unter- und Ober-Hambach) (Gebiete der ehemaligen Gemeinde Hambach). Der Ortsbeirat besteht aus neun Mitgliedern.
- Ortsbezirk Kirschhausen mit Igelsbach (Gebiete der ehemaligen Gemeinde Kirschhausen). Der Ortsbeirat besteht aus neun Mitgliedern.
- Ortsbezirk Mittershausen-Scheuerberg (Gebiete der ehemaligen Gemeinde Mittershausen-Scheuerberg). Der Ortsbeirat besteht aus sieben Mitgliedern.
- Ortsbezirk Ober-Laudenbach (Gebiete der ehemaligen Gemeinde Ober-Laudenbach). Der Ortsbeirat besteht aus sieben Mitgliedern.
- Ortsbezirk Sonderbach(Gebiete der ehemaligen Gemeinde Sonderbach). Der Ortsbeirat besteht aus neun Mitgliedern.
- Ortsbezirk Wald-Erlenbach (Gebiete der ehemaligen Gemeinde Wald-Erlenbach). Der Ortsbeirat besteht aus neun Mitgliedern.

### Wappen
| | Blasonierung: „Geteilt und unten von Silber und Rot gespalten; oben ein wachsender, golden gekrönter, golden bewehrter, mehrfach von Silber und Rot geteilter Löwe, der mit der rechten Pranke ein silbernes Schwert schwingt; unten vorne ein rotes Nagelspitzkreuz; hinten ein sechsspeichiges silbernes Rad.“ |
| Wappenbegründung: Das Wappen enthält den geminderten hessischen Löwen und durch Kreuz und Rad Hinweise auf die Abtei Lorsch und Kurmainz. Erstere besaß bis 1232 Heppenheim und kam mit ihm damals an das Erzstift, das den seit 1318 als Stadt geltenden Ort zum Verwaltungssitz für das Oberamt Starkenburg machte. Das erste Siegel von etwa 1330 zeigt den thronenden Erzbischof. Nach 1803 erscheint im Siegel der schwerthaltende hessische Löwe, der einen Schild mit einem Turm als dem neuen Sinnbild des Amts Starkenburg hält. Das Wappen wurde von dem Darmstädter Heraldiker Georg Massoth gestaltet und am 30. August 1913 durch Großherzog Ernst Ludwig verliehen. | |

### Flagge
Eine amtliche Flagge führt Heppenheim nicht. Lokal wird jedoch eine rot-weiße Fahne, belegt mit dem Stadtwappen, verwendet.

### Städtepartnerschaften
Partnerschaften bestehen mit folgenden Städten:
- Kaltern (Südtirol – Italien) seit 18. September 1971
- Le Chesnay (Frankreich) seit 12. April 1975, seit 2019: Le Chesnay-Rocquencourt
- West Bend (USA) seit 19. Juni 2004

### Patenschaft
Seit 1956 besteht gemeinsam mit der Gemeinde Bubenreuth eine Patenschaft über Schönbach, Sudetenland (Tschechien).

## Kultur und Sehenswürdigkeiten

### Bauwerke

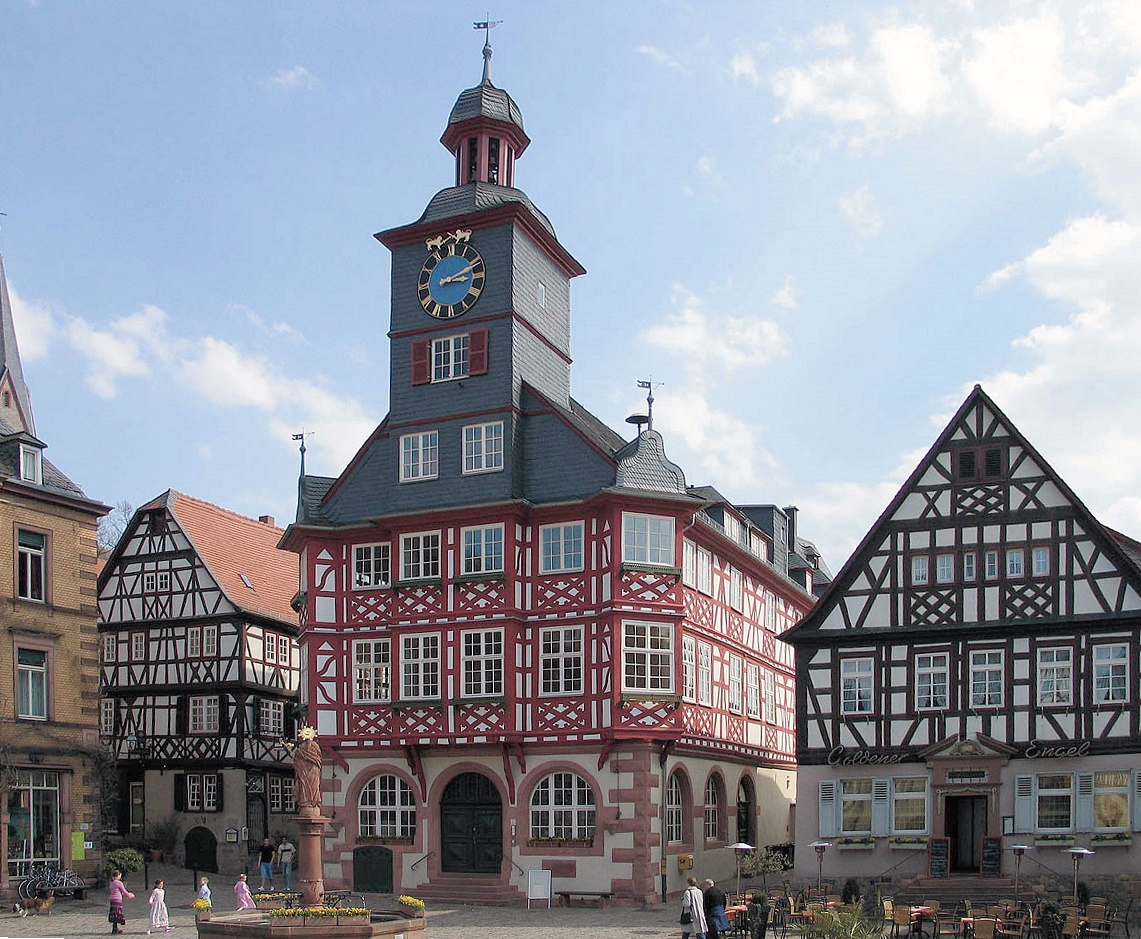
Rathaus am Marktplatz

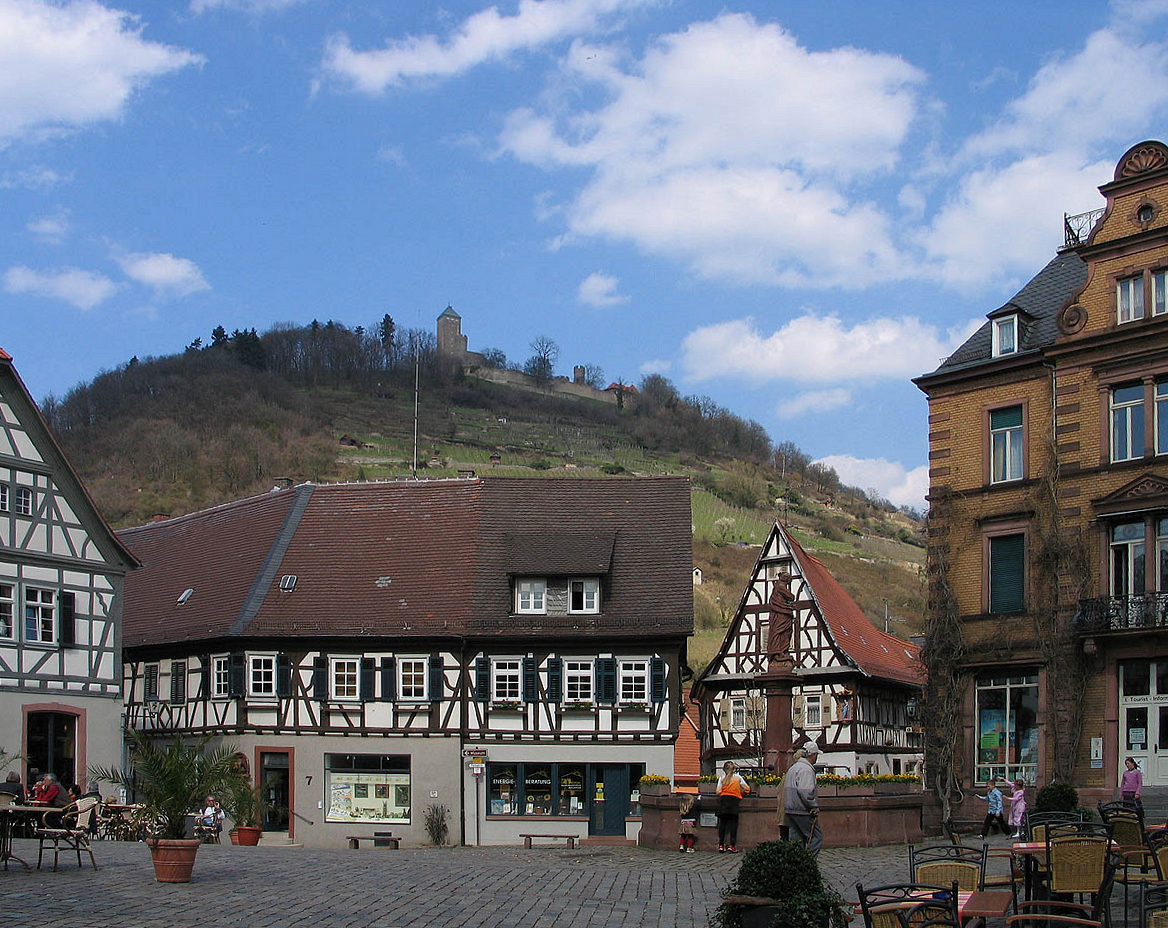
Marktplatz und Starkenburg im Hintergrund

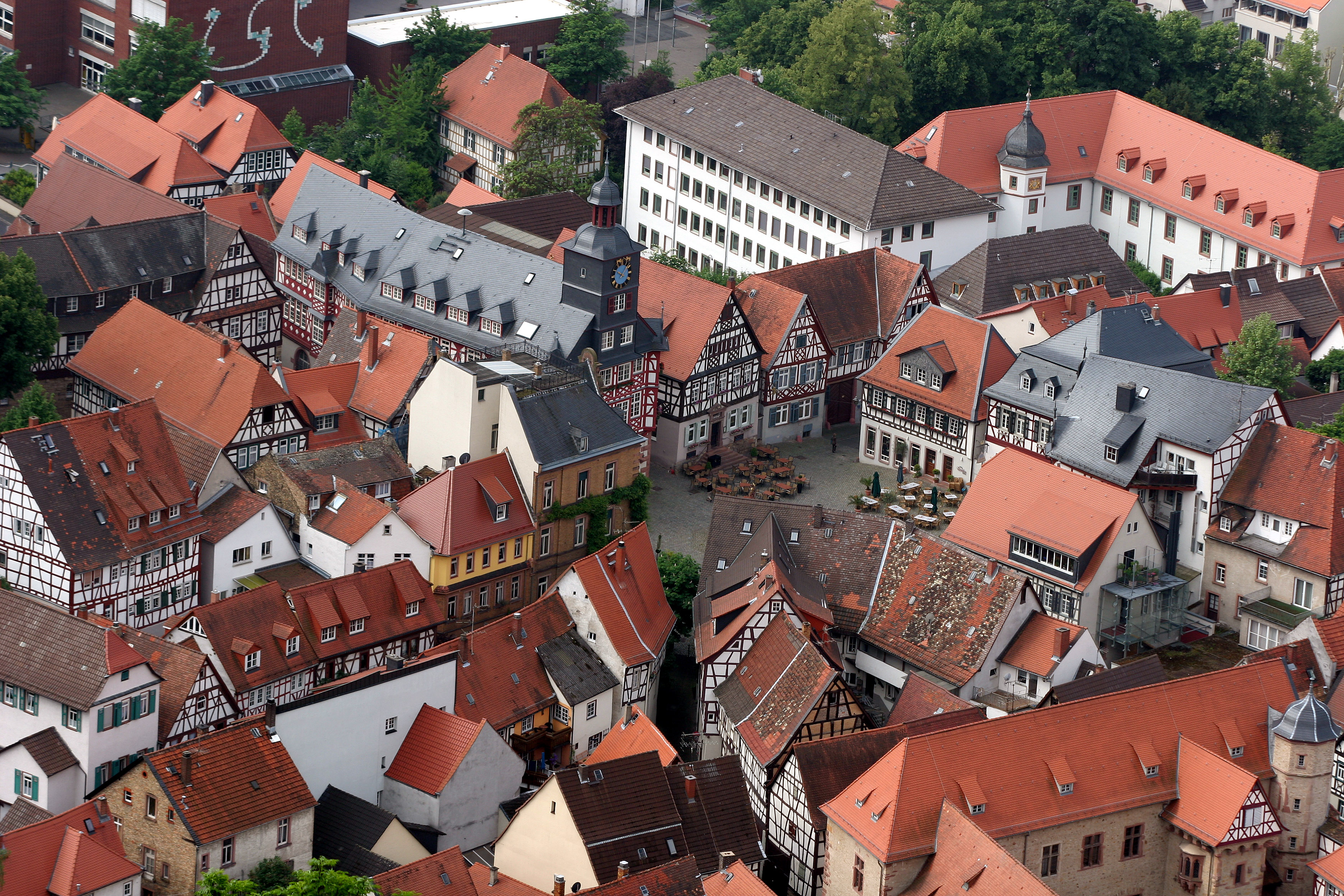
Das Zentrum der Heppenheimer Altstadt von der Starkenburg aus gesehen

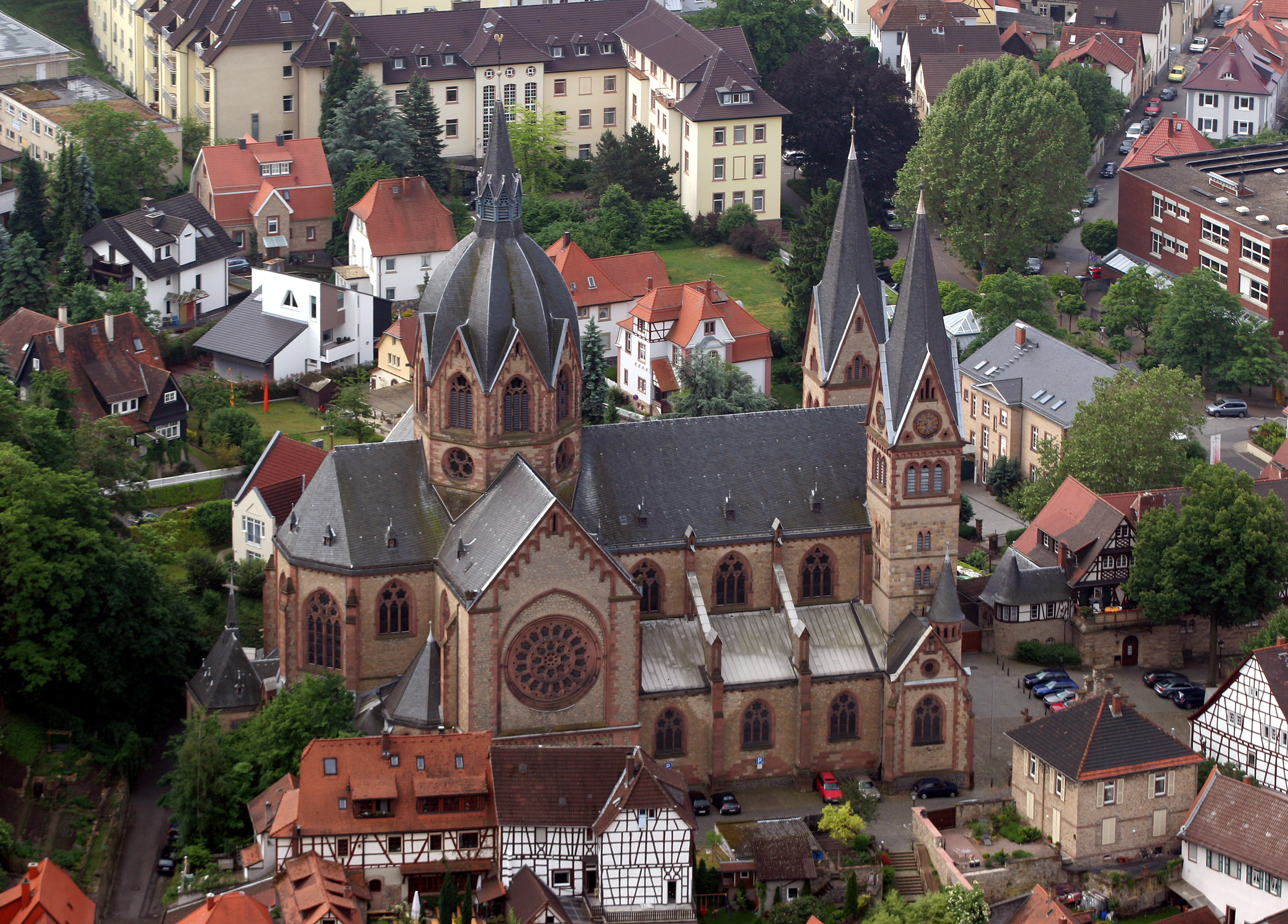
Der „Dom der Bergstraße“, die St.-Peter-Kirche

Heppenheim hat derzeit (Stand 30. April 2008) 408 unter Denkmalschutz stehende Kulturdenkmäler. Eine Übersicht über alle Kulturdenkmäler der Stadt bietet die Liste der Kulturdenkmäler in Heppenheim (Bergstraße). Eine Auswahl sei an dieser Stelle aufgeführt:
- Marktplatz mit Rathaus, Fachwerkhäusern (darunter Kellereigasse 2) und Marienbrunnen
- Starkenburg auf dem Schlossberg
- Katholische Pfarrkirche St. Peter („Dom der Bergstraße“)
- Evangelische Heilig-Geist-Kirche
- Kurmainzer Amtshof
- Arboretum mit rund 200 heimischen und exotischen Bäumen
- Ehemaliges E-Werk, erbaut 1899 im neogotischen Stil
- Freilichtbühne, erbaut 1955 auf der Kappel, anlässlich der 1200-Jahr-Feier[44]
- Flugplatz Heppenheim, einer der größten Segelflugplätze Deutschlands, liegt südwestlich von Heppenheim

Heppenheim verfügt über einen weitgehend erhaltenen, in sich geschlossenen malerischen Altstadtkern mit einer Fläche von rund sechs Hektar, in dem sich bis auf die Starkenburg alle oben aufgeführten Sehenswürdigkeiten befinden. Die Altstadt ist von Fachwerkbebauung geprägt, die überwiegend im Zuge des Wiederaufbaues in den ersten Jahrzehnten nach der Zerstörung Heppenheims im Pfälzer Erbfolgekrieg 1693 auf den Überresten der mittelalterlichen Stadt entstanden ist. Von den in der ersten Hälfte des 19. Jahrhunderts weitgehend niedergelegten Stadtmauern sind allerdings nur Fragmente erhalten.

### Regelmäßige Veranstaltungen
Wichtige jährlich wiederkehrende Veranstaltungen sind:
- Festspiele Heppenheim (täglich von Mitte/Ende Juli bis Anfang September)
- Bergsträßer Weinmarkt (Ende Juni)
- Internationales Weinmarkt-Stockschießturnier (zweites Weinmarkt-Wochenende)
- Internationales Straßentheater beim Festival Gassensensationen (Anfang Juli)
- Fastnachtsumzug (Fastnachtssonntag)
- Ferienspiele für Kinder von Vorschule bis 16 Jahren
- Kirchweih am ersten Wochenende im August
- Forum Kultur: ein breit gefächertes Angebot an kulturellen Veranstaltungen in den Sparten Jazz, Kindertheater, Klassik (Gesprächskonzerte), Kleinkunst und Literatur
- Weinlagenwanderung (1. Mai)
- Tag der offenen Tür der Freiw. Feuerwehr Heppenheim-Mitte (1. Mai) mit Fahrzeugausstellung, Vorführungen und Live-Musik
- Autoschau Heppenheim (letztes Wochenende im März mit verkaufsoffenem Sonntag und einer Sonderschau Elektromobilität)
- Starkenburg Festival, 3-tägiges Musikfestival auf der Starkenburg im Juli[45]
- Nikolausmarkt Heppenheim (Am Wochenende des ersten Samstags im Dezember)[46]

### Starkenburg-Sternwarte
Die Heppenheimer Starkenburg-Sternwarte, eine Amateur-Sternwarte auf dem Schlossberg nahe der Starkenburg, hat sich auch überregional einen Namen in der Kleinplanetenforschung gemacht.

### Museen und kulturelle Einrichtungen
- Museum für Stadtgeschichte und Volkskunde
- Feuerwehrmuseum „Brandmeister Rudolf Kohl“ am Feuerwehrstützpunkt
- Konservatorium
- Musikschule der Stadt Heppenheim
- „Theater im Hof“ der „Festspiele Heppenheim GmbH“ (Ausrichter/Veranstalter der Heppenheimer Festspiele)
- Kreisvolkshochschule
- Der „Heppenheimer Mühlenrundweg“ erinnert an die ehemalige Bedeutung der Mühlenindustrie und Mühlenkultur.

### Film
- 1967 wurden die Anfangs- und Endszenen des Films Herrliche Zeiten im Spessart im historischen Zentrum Heppenheims gedreht.
- Der 1984 ausgestrahlte Tatort Rubecks Traum wurde im Sommer 1983 in Heppenheim und Umgebung gedreht.
- 1983/84 war Heppenheim und die Umgebung Drehort für den zweiteiligen Fernsehfilm Der letzte Zivilist / Le dernier civil, der in Koproduktion zwischen dem ZDF und dem französischen Sender TF1 entstand. Die Romanvorlage lieferte Ernst Glaeser, Regie führte Laurent Heynemann. Der Film ist mit den Schauspielern Max von Sydow, Mathieu Carrière, Karin Baal, Diether Krebs, Ulrich Tukur und dem Heppenheimer Horst Richter hochkarätig besetzt; zahlreiche Bürger der Stadt wirkten in Statistenrollen mit.
- Ab 2006 war Heppenheim Schauplatz mehrerer Bollywood-Filmproduktionen, die in Indien teils sehr erfolgreich waren.

### Vereine in Heppenheim
- Aero-Club Heppenheim Kreis Bergstraße e. V. (Segelflugverein und Platzhalter des Sonderlandeplatzes Heppenheim)
- Freiw. Feuerwehr Heppenheim-Mitte e.V
- FC Starkenburgia 1900 Heppenheim, einer der ältesten Fußballvereine in Deutschland, der im selben Jahr wie der Deutsche Fußball-Bund gegründet wurde, trägt die Liga-Spiele hauptsächlich im Starkenburg-Stadion aus – der übrige Spielbetrieb erfolgt vor allem auf dem vereinseigenen Sportplatz am Zentgericht – und spielte in den 80er Jahren in der höchsten Amateurliga. Bekannte Spieler: Jürgen Groh und Thomas Franck. Ausrichter des internationalen Entega- und CURACON-Cups der F- und E-Junioren.
- FC Sportfreunde Heppenheim, sie bestreiten ihre Spiele im Starkenburg-Stadion, einem im Jahr 2007 neu geschaffenen Leichtathletikstadion unmittelbar neben dem Schwimmbad und in der Nähe des Bahnhofs.
- REC Heppenheim spielt in der Bundesliga West im Eisstocksport. Erfolge konnten auch im Eishockey, Rollkunstlauf und im Rollschnelllauf eingefahren werden, darunter die  Europameisterschaft. In den 1950ern richtete der REC das Rollschnelllauf-Straßenrennen in Heppenheim aus.
- Reit- und Fahrverein Heppenheim, 1957 gegründet, Spring-Reiten, Dressur, Voltigieren
- HC VfL Heppenheim, spielte in der 1. Profiliga. Der Handballclub Heppenheim wurde am 12. März 1997 neu gegründet, da gegen den Hauptverein ein Konkursverfahren eingeleitet wurde und dieser nicht wieder zum Spielbetrieb zugelassen worden war. Der Vorgängerverein VfL Heppenheim schaffte 1980 zum ersten Mal den Aufstieg in die Handball-Bundesliga, bevor eine wechselvolle Geschichte mit Ab- und Wiederaufstiegen begann.[47]
- WSVB-L (Wassersportverein Bergstraße), hat ein Vereinshaus inklusive Bootshaus und Steganlage am Bruchsee in Heppenheim und ein Haus mit Steganlage in Lampertheim an einem Altrheinarm im Naturschutzgebiet Lampertheimer Altrhein. Er wurde 1953 von Bergsträßer Seglern gegründet.
- BC Heppenheim (Badminton Club Heppenheim). Der 1997 gegründete BC Heppenheim war ursprünglich eine Abteilung des ehemaligen VfL Heppenheim. Nach dessen Auflösung machte sich der Verein selbstständig.
- Verkehrs- und Heimatverein
- Heppenheimer Wirtschaftsvereinigung, gegründet 1951. Die Heppenheimer Wirtschaftsvereinigung ist ein freiwilliger Zusammenschluss von derzeit über 180 Heppenheimer Wirtschafts- und Gewerbetreibenden aller Art. Sie ist ein Netzwerk am Wirtschaftsstandort Heppenheim, um die Interessen des Handels, des Handwerks, der Industrie sowie Dienstleistungs- und freien Berufe als eine starke Dachorganisation zu vertreten.
- SV Erbach, Sportverein im Stadtteil Erbach. Im 1946 gegründeten Verein wird Handball gespielt, dazu gibt es noch die Abteilung Frauengymnastik.
- TV Heppenheim, ist ein Sportverein, der verschiedene Abteilungen hat, unter anderem Tae Kwon Do, Basketball, Volleyball, Wandern und Fitness.
- Heppenheimer Geschichtsverein e. V., gegründet am 27. Februar 1959
- TTC Heppenheim (Tischtennis Club Heppenheim)
- VzB Heppenheim (Verein zur Bewegungsförderung, Behinderten- und Rehasport), gegründet 1957.
- SC Heppenheim (Schwimmclub Heppenheim)
- OWK Heppenheim (Odenwaldklub Heppenheim)
- Heppenheimer Altstadtfreunde e. V., gegründet 1977
- Forum Kultur Heppenheim
- Tennisclub Blau-Weiß Heppenheim
- Freie Infrastruktur Bergstraße e. V. gegründet 2016. Derzeit mit den Sparten Freifunk und Elektromobilität
- Netzwerk für Musik, Kultur und Soziales e. V. (Nemukuso e. V.) veranstalten das Starkenburg Festival
- Kernbeijer Buwe e. V. (Kernbürger Buben)
- Hepprumer Schoppepetzer e. V.

### Natur und Schutzgebiete
Ausgedehnte Waldgebiete in den Gemarkungen Heppenheim, Kirschhausen, Mittershausen, Ober-Hambach und Unter-Hambach gehören zum Natura 2000-Schutzgebiet „Buchenwälder des Vorderen Odenwaldes“ (FFH-Gebiet 6218-302).
Weitere Natura-2000-Schutzgebiete sind „Drosselberg/Hambach mit angrenzenden Flächen“ (FFH-Gebiet 6317-308, Gemarkungen Heppenheim und Unter-Hambach) und „Hinterer Bruch südlich Heppenheim“ (FFH-Gebiet 6317-306, Gemarkung Heppenheim). Die Naturschutzgebiete „Tongrubengelände von Bensheim und Heppenheim“ und „Weschnitzinsel von Lorsch“ sind beide ebenfalls FFH-Gebiete, die teilweise zur Gemarkung Heppenheim zählen. Sie liegen eingebettet in das Europäische Vogelschutzgebiet „Hessische Altneckarschlingen“, das auch den Jochimsee und die an die Gemarkung angrenzende Erlache einschließt. Auch die „Wasserschöpp bei Unter-Hambach“ ist als Naturschutzgebiet geschützt.
Die gesamte Heppenheimer Gemarkung ist Teil des Geo-Naturparks Bergstraße-Odenwald.
Zahlreiche Einzelbäume und Felsformationen sind als Naturdenkmale ausgewiesen.

## Wirtschaft und Infrastruktur

### Flächennutzung
Das Gemeindegebiet umfasst eine Gesamtfläche von 5214 Hektar, davon entfallen in ha auf:
| Nutzungsart             | Nutzungsart             | 2011 | 2015 |
| ----------------------- | ----------------------- | ---- | ---- |
| Gebäude- und Freifläche | Gebäude- und Freifläche | 575  | 583  |
| davon                   | Wohnen                  | 334  | 334  |
|                         | Gewerbe                 | 71   | 78   |
| Betriebsfläche          | Betriebsfläche          | 45   | 51   |
| davon                   | Abbauland               | 28   | 28   |
| Erholungsfläche         | Erholungsfläche         | 26   | 25   |
| davon                   | Grünanlage              | 11   | 10   |
| Verkehrsfläche          | Verkehrsfläche          | 360  | 362  |
| Landwirtschaftsfläche   | Landwirtschaftsfläche   | 2371 | 2357 |
| davon                   | Moor                    | 0    | 0    |
|                         | Heide                   | 0    | 0    |
| Waldfläche              | Waldfläche              | 1670 | 1671 |
| Wasserfläche            | Wasserfläche            | 96   | 95   |
| Sonstige Nutzung        | Sonstige Nutzung        | 7    | 7    |

### Wirtschaftsstruktur
Heppenheim zählt zur wirtschaftlich starken Metropolregion Rhein-Neckar und ist zusammen mit verschiedenen Nachbarstädten und -gemeinden (unter anderem Bensheim, Lorsch und Lautertal) im südhessischen Regionalplan als Mittelzentrum ausgewiesen.
Es verfügt über günstige Wirtschaftsdaten, auch im Verhältnis zu den ohnehin günstigen Daten des Rhein-Neckar-Raumes und der Region Starkenburg (überdurchschnittliche Erwerbstätigenquote und besonders hoher Akademikeranteil bei überdurchschnittlich hoher Kaufkraft der Wohnbevölkerung).

### Verkehr

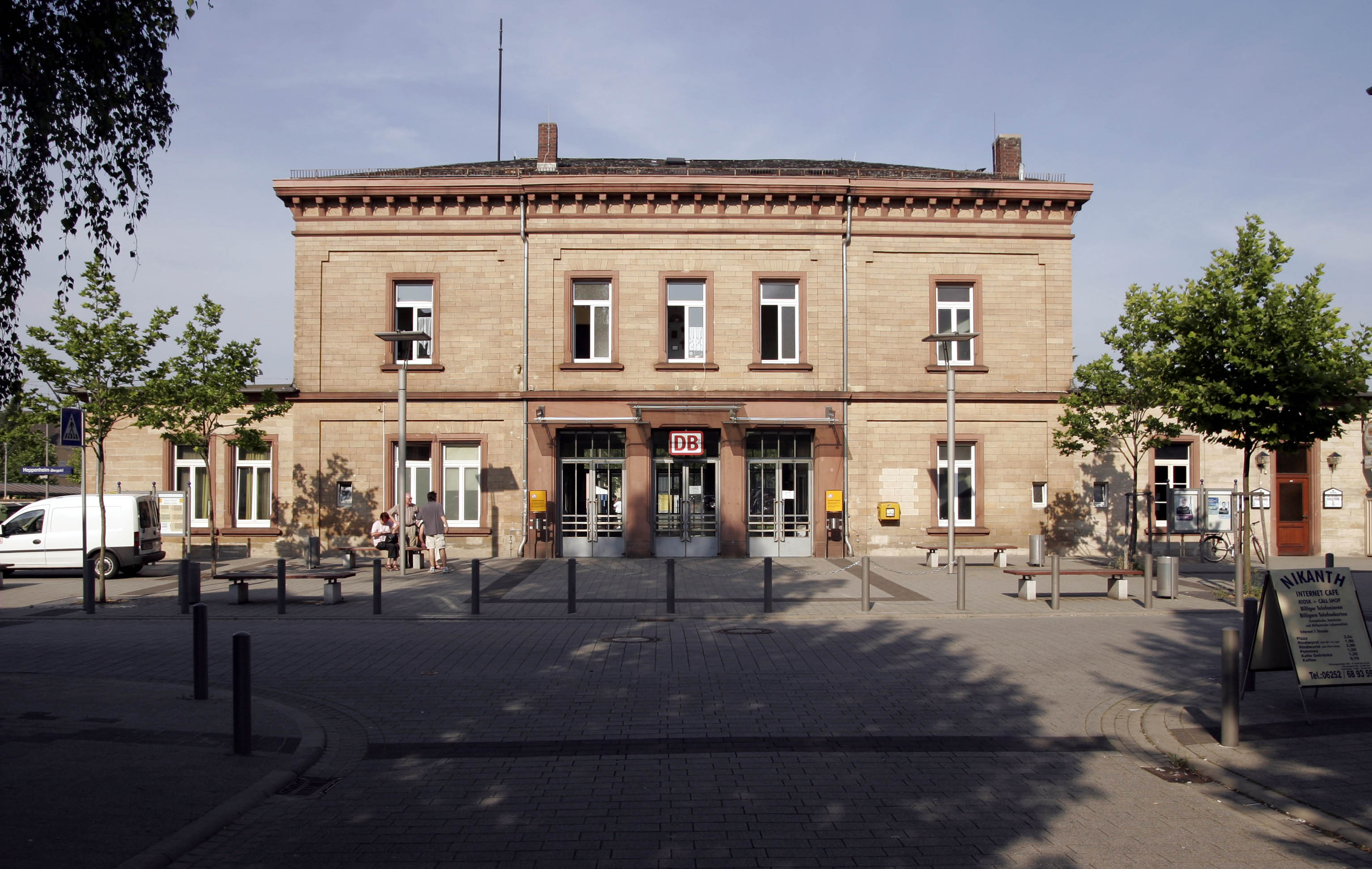
Der Heppenheimer Bahnhof im Juni 2007

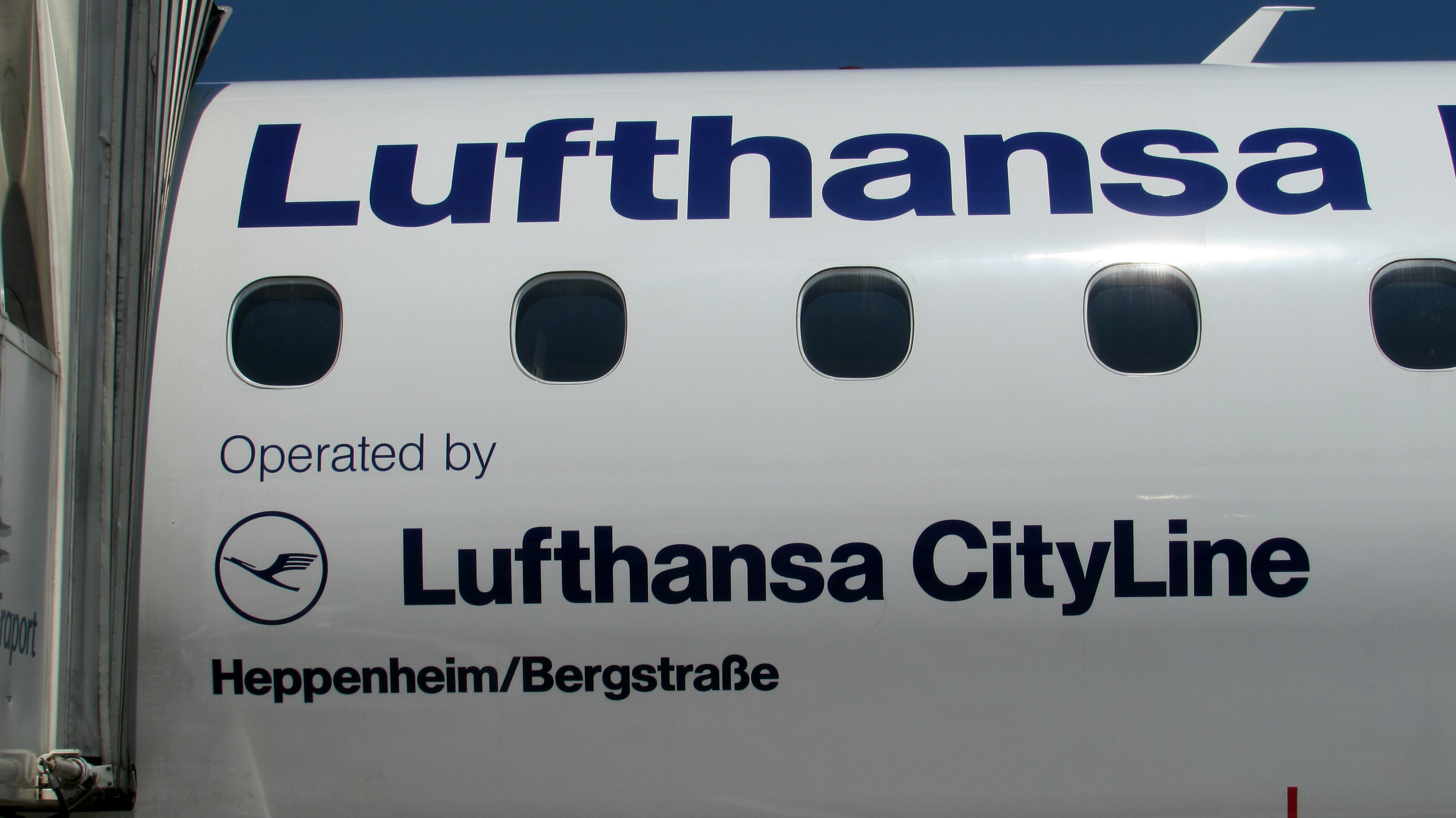
Nach Heppenheim benanntes Flugzeug der Lufthansa

Heppenheim liegt zentral an B 3, B 460 und A 5/A 67, fast auf halber Strecke zwischen Heidelberg und Darmstadt (Entfernung je etwa 29 km).
Heppenheim ist durch mehrere Buslinien mit Jugenheim, Grasellenbach und Mörlenbach verbunden. Seit 9. Dezember 2018 werden die beiden zum VRN-Linienbündel „Nördliche Bergstraße“ gehörenden Stadtbuslinien 678 (Bahnhof – Graben – Kreiskrankenhaus – Christuskirche) und 679 (Bahnhof – Daimlerstraße – Gunderslache – Nordstadt II – Gesundheitsamt – Bahnhof) von der Verkehrsgesellschaft Gersprenztal mit Kleinbussen betrieben. Die Linie 678 wurde erst im Rahmen dieser Neuausschreibung eingeführt, zuvor fuhr die Linie 679 statt zum Kreiskrankenhaus zur Nordstadt. Die Linie 679 hält seit 24. Juni 2019 auch an den Haltestellen Lehrstraße und Halber Mond. Seit diesem Tag verkehren die beiden Stadtbuslinien aufgrund des nicht haltbaren Fahrplans statt im Halbstundentakt im 45-Minuten-Takt.
Der Bahnhof Heppenheim (Bergstr) an der Bahnstrecke Frankfurt am Main–Heidelberg verfügt über zwei Bahnsteiggleise und befindet sich in der Stadtmitte.
Der Flugplatz liegt südwestlich der Stadt.

### Unternehmen/Industrie
1830 wurde die heutige Sparkasse Starkenburg gegründet. 1899 wurde eines der ersten Elektrizitätswerke Europas in Heppenheim erbaut. Zwei Dampfmaschinen lieferten ab 1900 Strom für Heppenheim und Bensheim. Nach dem Zweiten Weltkrieg wurden zahlreiche Industriebetriebe angesiedelt, etwa aus den Bereichen Maschinenbau (KLN Ultraschall AG), Bergbau (Granitwerke Röhrig im Stadtteil Sonderbach), Textil- und Lebensmittelproduktion (unter anderem große Produktionsstätte der Langnese-Iglo GmbH mit der größten Eisfabrik Europas), analytische Industrie (WICOM). Später wurde das produzierende Gewerbe durch Unternehmen aus den Bereichen Logistik, Marketing und Dienstleistungen ergänzt. An der B 3 befindet sich nahe der Landesgrenze der seit 1932 bestehende Mineralbrunnenbetrieb Odenwald-Quelle. Außerdem hat die Smurfit Kappa Group einen Standort in Heppenheim.

### Weinbau
Heppenheim ist eine Weinstadt, die zum Weinbaugebiet Hessische Bergstraße gehört. Mit etwa 450 ha Rebfläche war es ursprünglich das kleinste – seit der deutschen Wiedervereinigung das zweitkleinste – eigenständige Weinbaugebiet Deutschlands. Allein 230 ha Rebfläche – also rund die Hälfte – entfallen auf Heppenheim einschließlich der Stadtteile Hambach und Erbach. Sie werden unter der Großlagenbezeichnung „Heppenheimer Schlossberg“ mit den Einzellagen Centgericht, Stemmler, Steinkopf, Schlossberg, Maiberg und Eckweg verkauft (bis 2004 gab es auch noch die Einzellagenbezeichnung Guldenzoll).
Aufgrund des besonders günstigen Klimas und guter Bodenverhältnisse an der Bergstraße werden qualitativ sehr hochwertige, überwiegend trocken und halbtrocken ausgebaute Weine erzeugt. Hauptrebsorte ist der Riesling. Größter Produzent des Weinbaugebietes ist die Winzergenossenschaft „Bergsträßer Winzer eG“ mit Sitz in Heppenheim, die zugleich den größten Weinkeller Hessens besitzt. Das Bergsträßer Staatsweingut mit Sitz in Bensheim unterhält in Heppenheim den Hessischen Rebmuttergarten, eine frühere Rebzuchtanlage, deren Ziel die Bekämpfung der aus Amerika eingeschleppten, an der Bergstraße selbst allerdings erst 2005 aufgetretenen Reblaus durch Aufpfropfen reblaussicherer Hybridenunterlagen auf edle Rebsorten war. An der Bergsträßer Winzer eG beginnt auch der 6,9 km lange „Erlebnispfad Wein und Stein“, der mit über 30 Stationen (Webcam, Vino-Kino) durch die Weinlagen führt.

### Bildung
Im Stadtteil Ober-Hambach befand sich die Odenwald-Schule. Sie war die älteste deutsche Gesamtschule nach einem reformpädagogischen Konzept. Sie wurde 1910 von Edith Geheeb und Paul Geheeb eröffnet. Sie sollte Hand- und Kopfarbeit verbinden. Durch das Bekanntwerden des Missbrauchsskandals an der Schule sanken die Schülerzahlen jedoch so stark ab, dass die Schule 2015 geschlossen werden musste. Das Starkenburg-Gymnasium in Heppenheim wird von über 1200 Schülern besucht. Sebastian Vettel machte an dieser Schule sein Abitur. Auch gibt es mit der Martin-Buber-Schule eine Haupt- und Realschule. Im Herzen der Altstadt befindet sich die Schloss-Schule. Die Grundschule befindet sich im ehemaligen „Stadtschloss“ des Freiherrn von und zu der Hees. Darüber hinaus sind noch die Nibelungenschule und die Konrad-Adenauer-Schule als Grundschulen vorhanden.

### Erwachsenenbildung
Das Katholische Bildungswerk Bergstraße/Odenwald ist Träger der Katholischen Erwachsenenbildung im Diözesanbildungswerk Mainz in den Kreisen Bergstraße und Odenwald. Die Akademie für politische und soziale Bildung „Haus am Maiberg“ und das Diözesanbildungswerk Mainz sind Mitglieder der Katholischen Erwachsenenbildung – Landesarbeitsgemeinschaft Hessen e. V.

## Persönlichkeiten
Die Stadt Heppenheim hat zahlreiche Persönlichkeiten; siehe dazu die Liste von Persönlichkeiten der Stadt Heppenheim.

## Trivia
Die Stadt war Namensgeber für den Asteroiden (14080) Heppenheim.